# Paul Arthur Nagel
Paul Arthur Nagel (* 14. August 1856 in Dresden; † 12. Mai 1918 ebenda) war ein deutscher Jurist und Politiker im Königreich Sachsen.

## Leben
Der Sohn des Geodäsieprofessors Christian August Nagel studierte nach dem Besuch der Dresdner Kreuzschule von 1874 bis 1877 Rechtswissenschaften an der Universität Leipzig. Danach war er bis 1880 an Dresdner Gerichten und bei der Staatsanwaltschaft tätig. Von 1880 bis 1881 absolvierte er sein Referendariat bei der Amtshauptmannschaft Marienberg, danach trat er in den Dienst der Staatsanwaltschaft Leipzig. 1893 wurde Nagel als Landgerichtsrat Vorsitzender einer Kammer für Handelssachen. Im folgenden Jahr erfolgte die Ernennung zum Landgerichtsdirektor in Leipzig und 1897 zum Oberlandesgerichtsrat am Oberlandesgericht Dresden. Am 1. Februar 1898 trat Nagel als Hilfsarbeiter in den Dienst der Reichsanwaltschaft und wurde 1899 Reichsanwalt. Am 6. August 1912 wurde er zum Justizminister in Sachsen ernannt. Diese Funktion übte er bis zu seinem Tod 1918 aus.